# سیارک ۱۲۰۸۶
سیارک ۱۲۰۸۶ (به انگلیسی: 12086 Joshualevine، نامگذاری:1998HC22) دوازده هزار و هشتاد و ششمین سیارک کشف شده‌است که در ۲۰ آوریل ۱۹۹۸ کشف شد.
قدر مطلق سیارک برابر ۱۰.۷ است.